# Pryor (Montana)
Pryor é uma Região censo-designada localizada no estado americano de Montana, no Condado de Big Horn.

## Demografia
Segundo o censo americano de 2000, a sua população era de 628 habitantes.

## Geografia
De acordo com o United States Census Bureau tem uma área de
103,1 km², dos quais 103,1 km² cobertos por terra e 0,0 km² cobertos por água.

## Localidades na vizinhança
O diagrama seguinte representa as localidades num raio de 36 km ao redor de Pryor.